# Меюлю, Сенни
Сенни́ Меюлю́ (фр. Senny Mayulu; родился 17 мая 2006, Ле-Блан-Мениль) — французский футболист, полузащитник клуба «Пари Сен-Жермен».

## Клубная карьера
Выступал за детские и юношеские команды клубов «Сен-Дени» и «Эпине-сюр-Сен». Летом 2020 года присоединился к футбольной академии клуба «Пари Сен-Жермен». 25 июня 2021 года подписал с парижским клубом трёхлетний контракт. В декабре 2023 года газета L’Équipe описала Меюлю как одного из «самых многообещающих» игроков в академии парижского клуба.
7 января 2024 года Сенни Меюлю дебютировал в основном составе «Пари Сен-Жермен» в матче Кубка Франции против «Ревеля». 20 января в матче Кубка Франции против «Орлеана» он забил свой первый гол за клуб. 17 марта Меюлю дебютировал во французской Лиге 1, выйдя на замену Ли Кан Ину в матче против «Монпелье».

## Карьера в сборной
В сентябре 2023 году дебютировал за сборную Франции до 18 лет. 20 марта 2024 года дебютировал за сборную Франции до 19 лет, отметившись голом в матче против Бельгии.

## Достижения
«Пари Сен-Жермен»
- Чемпион Франции (2): 2023/24, 2024/25
- Обладатель Кубка Франции (2): 2023/24, 2024/25
- Обладатель Суперкубка Франции: 2024
- Победитель Лиги чемпионов УЕФА: 2024/25